# Maximiliano Salas
Maximiliano Salas (Córdoba, Córdoba, Argentina, 12 de diciembre de 1975) es un exfutbolista argentino. Jugaba de mediocampista, se retiró en el año 2006 en el Club Atlético Gimnasia y Esgrima de Jujuy de la Primera División de Argentina.

## Trayectoria
Surgió de las divisiones inferiores de Deportivo Lasallano y paso a Talleres de Córdoba, equipo de la ciudad de Córdoba, en el que estuvo desde 1995 hasta 1996, año en que pasó a Instituto de la misma ciudad. Llegado 1997 fue transferido a Racing de Nueva Italia, también de la ciudad de Córdoba, en el que jugó el Torneo Argentino A durante varios años. En 1999 logró el ascenso a la Primera "B" Nacional. En 2001 dejó el equipo albiceleste para incorporarse a las filas de Talleres de Córdoba y participar en la Primera División. En este equipo logró sus mejores actuaciones, llegando a clasificar y participar de la Copa Mercosur 2001 y la Copa Libertadores 2002. Pero la participación en las Copas hizo que se descuidara el torneo local y en el año 2004 tras haber obtenido el 3° puesto del Torneo Clausura de ese año, tuvo que revalidar la categoría contra Argentinos Juniors y perdió la posibilidad de seguir en Primera.
Luego de eso se fue del equipo cordobés y pasó a Ferro Carril Oeste de la Capital Federal, donde permaneció durante una temporada. Ya en 2005 regresó a la máxima categoría para jugar en Gimnasia de Jujuy y retirarse Fútbol argentino.
En 2011 comenzó a realizar la tarea de mánager deportivo de Talleres de Córdoba consiguiendo en 2013 el ascenso del Argentino A (tercera categoría del fútbol argentino) al Nacional B (segunda categoría).
- Datos: Q10889245